# Латишівка (Брянська область)
Латишівка (рос. Латышовка) — присілок в Дятьковському районі Брянської області Російської Федерації.
Населення становить 211 осіб. Входить до складу муніципального утворення Большежуковське сільське поселення.

## Історія
Від 2005 року входить до складу муніципального утворення Большежуковське сільське поселення.

## Населення
| 2010 | 2013 |
| ---- | ---- |
| 158  | ↗211 |